# Ophiura clemens
Ophiura clemens är en ormstjärneart som först beskrevs av Jean Baptiste François René Koehler 1904.  Ophiura clemens ingår i släktet Ophiura och familjen fransormstjärnor. Inga underarter finns listade i Catalogue of Life.